# Pianificazione finanziaria
La pianificazione finanziaria  (in inglese financial planning) è il processo che porta una persona ad analizzare i propri bisogni, inclusa quelli della sua famiglia, e le proprie aspettative di vita in modo puntuale e riducendo al minimo gli aspetti non oggettivi. Questo al fine di programmare i risparmi ed i consumi per le varie dimensioni economiche della persona: previdenza per la pensione, rischio per le varie attività, investimento o indebitamento, per esempio per la casa o l'istruzione dei figli.
Il concetto, in generale, si può applicare alla gestione delle aziende, anche se il termine "capital structuring" è più preciso e si riferisce alla corporate finance (che è una delle sue basi).

## Il concetto in finanza personale e corporate finance
Tale attività è normalmente supportata da un consulente (pianificatore finanziario) che aiuta la persona a capire e formalizzare le sue aspettative e lo educa a comportamenti coerenti con questi obiettivi. La pianificazione è un processo per fasi e dovrebbe essere sviluppato per tutta la vita del cittadino, così come previsto dallo standard internazionale ISO 22222, che prevede, per un processo veramente efficace, almeno le seguenti fasi: analisi degli obiettivi, verifica delle entrate ed delle uscite nel tempo, verifica delle azioni in relazione anche alla propensione al rischio del soggetto, decisione di pianificazione e scelta degli strumenti (per esempio investimenti, coperture assicurative, prestiti o mutui, agevolazioni e sgravi fiscali), monitoraggio nel tempo delle azioni decise e correzione in relazione al cambiamento degli obiettivi e degli strumenti finanziari ed economici presenti.
Il concetto astratto si può anche applicare alle aziende/società: in corporate finance, la pianificazione riguarda tutte le scelte in ambito finanziario di una società, ovvero i modi in cui desidera finanziarsi e quanto le serve in base alle sue esigenze. Di base, esistono due modi con cui può finanziarsi: tramite l'equity, cioè non a debito, e tramite il debito (equity financing VS debt financing). Nel primo tipo, si raccoglie denaro da mettere nel capitale sociale/capitale di rischio attraverso l'emissione di azioni (share) acquistate poi dagli azionisti/soci. Nel secondo tipo, si raccoglie denaro attraverso i prestiti in banca o l'emissione di obbligazioni (bond, che insieme alle azioni e ai derivati sono classificati come "security"). Siccome il secondo tipo è finanziamento a debito, cioè sfruttando la leva finanziaria, i soldi vanno restituiti maggiorati di interessi, cosa che non avviene con le azioni: il profitto che ne deriva, ovvero la distribuzione dei profitti/utili sotto forma di dividendi, è legata al successo o meno delle attività della società e al cash flow generato. La figura specializzata che si occupa del financial planning in azienda si chiama Chief Financial Officer (CFO) (in italiano "direttore finanziario"), che può affiancare lo Chief Executive Officer (CEO) (in italiano "amministratore delegato"). Un appoggio in questo campo deriva da consulenti esperti o dai manager dei fondi di private equity laddove hanno un atteggiamento attivo verso la società target in cui investono, fermo restando che questi fondi, essendo di "private" equity, non investono attraverso la borsa.
Comunque, il termine specialistico in corporate finance che indica la scelta di come finanziarsi e dunque di come strutturare il capitale sociale (tutto l'insieme di asset societari) in equity e liability (entrambi i valori si trovano nel foglio di bilancio e simili scritture contabili/report finanziari) si chiama "capital structuring"; di contro, "financial planning" è più generico e non specialistico.